# Grid (série de jogos)
Grid (estilizado como GRID) é uma série de jogos eletrônicos de simulador de corrida desenvolvida pela Codemasters e publicada pela Electronic Arts (EA) para consoles, computadores e dispositivos móveis Android e iOS. Grid é o sucessor da série TOCA Racer Driver lançado em 2006.

## Jogabilidade
A série GRID abriu novos horizontes para os jogos de simulador de corrida, combinando locais épicos, uma variedade de carros impressionante e um modelo de dirigibilidade de primeira. Desde "Race Driver: GRID" em 2008, até o lançamento de GRID Legends em 2022. A franquia vêm oferecendo emoções de tirar o fôlego nas pistas, seja no mundo dos jogos online ou com uma IA inovadora, capaz de criar ações imprevisíveis em que nenhuma corrida é capaz fazer.

## Jogos Publicados

### Racer Driver: Grid(2008)
Denvolvido sob o título Race Driver One, Race Driver: Grid foi lançado para Xbox 360, PlayStation 3, Nintgendo DS e para o Microsoft Windows em Junho de 2008. Antes de ser lançado, mais de um milhão de pessoas baixaram a demonstração do jogo. Ele apresenta um motor gráfico melhorado e aprimorado (uma reclamação comum era que mesmo na configuração mais baixa, os gráficos não podiam ser manipulados por PCs de baixa especificação) de Colin McRae: Dirt, tem mais de 40 carros da vida real e uma variedade de interpretações fictícias e realistas de faixas.

### Grid 2(2013)
A Codemasters lançou a sequência de Race Driver: GRID, Grid 2 em maio de 2013 para Microsoft Windows, PlayStation 3 e Xbox 360.

### Grid Autosport(2014)
Grid Autosport tenta levar a série de volta a "jogos de corrida mais autênticos" após o lançamento de Grid 2, que a Codemasters sentiu que não foi tão bem recebida pela base de fãs da empresa como eles esperavam. Conseqüentemente, os desenvolvedores introduziram grandes modificações no modelo de manuseio e construíram um design enxuto e voltado para a corrida para este título de jogos. Esse jogo está disponível para o Microsoft Windows, PlayStation 3, Xbox 360, Linux, Android, iOS e Nintendo Switch.

### Grid(2019)
Uma quarta parcela da série Grid, simplesmente conhecida como Grid, foi lançada em 11 de outubro de 2019 para Microsoft Windows, PlayStation 4 e Xbox One, e em novembro para Stadia. O jogo possui veículos do Le Mans GT e Daytona Prototype. O jogo foi desenvolvido sob a consultoria de Fernando Alonso, e utiliza um novo sistema de IA denominado “Nemesis”. Os adversários podem ser conduzidos por até 400 perfis de IA diferentes, cada um simulando diferentes estilos e comportamentos de condução.

### Grid Legends(2022)
Uma quinta parcela da série Grid, simplesmente conhecida como Grid Legends, foi lançada em 25 de fevereiro de 2022 para Microsoft Windows, PlayStation 4, PlayStation 5, Xbox One e Xbox Series X/S.